# Mount Lanzerotti
Mount Lanzerotti är ett berg i Antarktis. Det ligger i Västantarktis. Argentina, Chile och Storbritannien gör anspråk på området. Toppen på Mount Lanzerotti är 1 550 meter över havet.
Terrängen runt Mount Lanzerotti är huvudsakligen lite kuperad. Trakten är obefolkad. Det finns inga samhällen i närheten.